# Лагошув-Мали
Лагошув-Мали (пол. Łagoszów Mały, нім. Klein Logisch) — село в Польщі, у гміні Єжманова Глоговського повіту Нижньосілезького воєводства.
Населення — 219 осіб (2011).
У 1975-1998 роках село належало до Легницького воєводства.

## Демографія
Демографічна структура станом на 31 березня 2011 року:
|          | Загалом | Допрацездатний вік | Працездатний вік | Постпрацездатний вік |
| -------- | ------- | ------------------ | ---------------- | -------------------- |
| Чоловіки | 107     | 24                 | 73               | 10                   |
| Жінки    | 112     | 27                 | 57               | 28                   |
| Разом    | 219     | 51                 | 130              | 38                   |